# Смаилов, Амангельды Халауденович
Амангельды Халауденович Смаилов (каз. Амангелді Халауденұлы Смайылов род. 9 декабря 1962; Шербакульский район, Омская область, РСФСР) — казахстанский государственный деятель, аким города Кокшетау (2019—2021).

## Биография
Амангельды Халауденович Смаилов родился 9 декабря 1962 года, в селе Мурзабулат Шербакульского района Омской области.
В 1988 году окончил Сибирский автомобильно-дорожный институт им. В. В. Куйбышева по специальности инженер-строитель.
Трудовую деятельность начал с 1979 года учеником элекромонтёра Александровского птицесовхоза.
В 1988—1993 годах — мастер, главный инженер Омск-Даутского карьероуправления.
В 1993—1998 годах — директор ТОО «Ритм».
В 1998—2005 годах — директор ТОО «Реал НГП».
В 2006—2011 годах — директор ТОО «СК Ауыл газ».
В 2011—2014 годах — руководитель ТОО «ЕNKI».
В 2014—2017 годах — руководитель управления строительства Акмолинской области.
С ноября 2018 года по апрель 2019 года — заместитель акима города Кокшетау.
В 2019—2021 годах — аким города Кокшетау.

## Награды
- Медаль «10 лет независимости Республики Казахстан» (2001);
- Орден Курмет (2012)[7];
- Благодарственное письмо Первого Президента Республики Казахстан и др.;
- Золотая медаль SEIN (Франция).